# Politique dans les Ardennes
Le département français des Ardennes est un département créé le 4 mars 1790 en application de la loi du 22 décembre 1789, à partir de l'ancienne province de Champagne et quelques communes du Luxembourg français (dépendant du Trois-Évêchés). Les 449 actuelles communes, dont presque toutes sont regroupées en intercommunalités, sont organisées en 19 cantons permettant d'élire les conseillers départementaux. La représentation dans les instances régionales est quant à elle assurée par 8 conseillers régionaux. Le département est également découpé en 3 circonscriptions législatives, et est représenté au niveau national par trois députés et deux sénateurs.

## Représentation politique et administrative

### Préfets et arrondissements

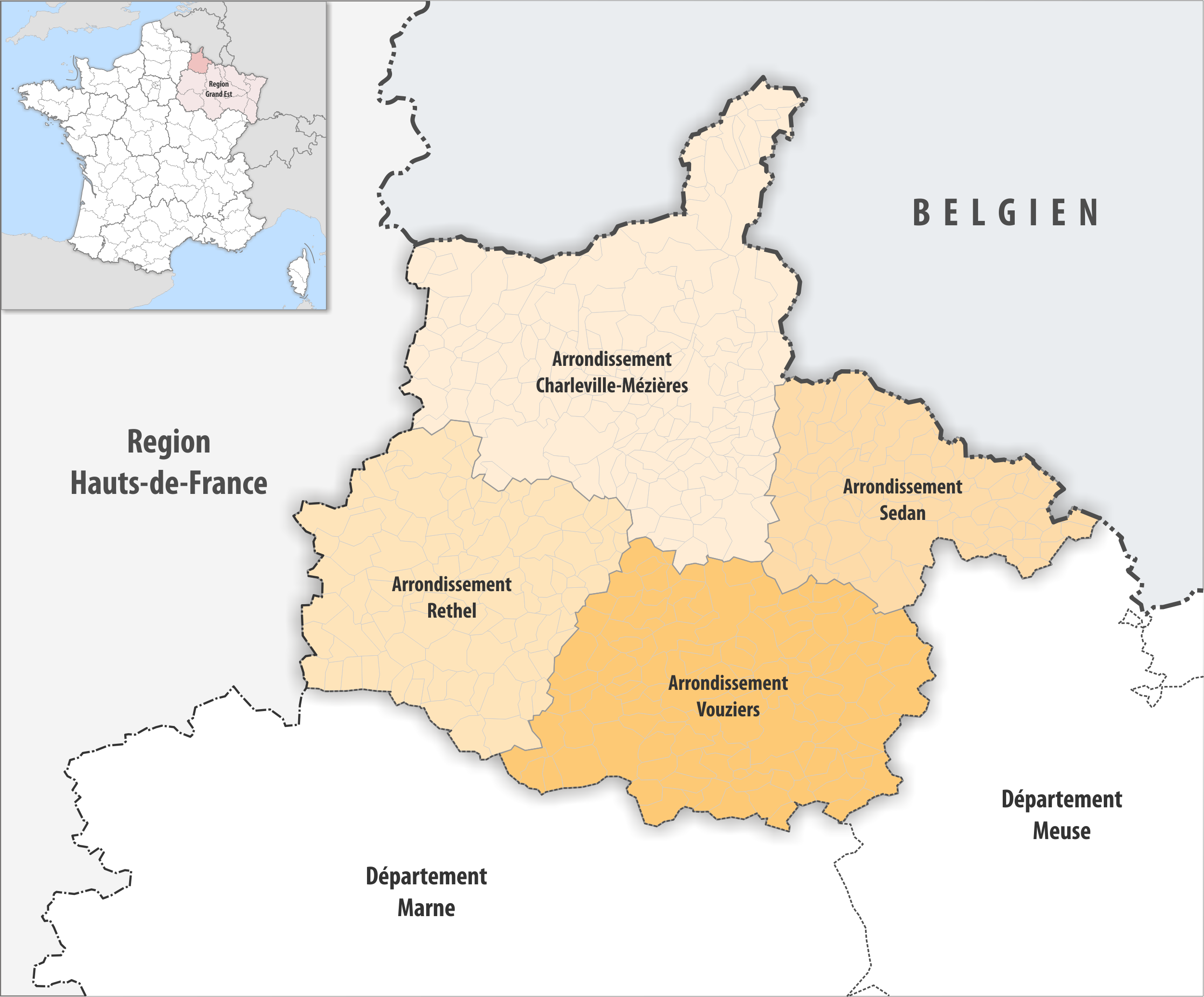
Arrondissements

La préfecture des Ardennes est localisée à Charleville-Mézières. Le département possède en outre trois sous-préfectures à Rethel, Sedan et Vouziers. Jusqu'en 1926, une sous-préfecture supplémentaire était située à Rocroi.

### Députés et circonscriptions législatives

Circonscriptions et affiliations à l'issue des élections de 2024.

| Circ. | Nom               |  | Parti | Groupe                                           | Suppléant               | Autres mandats                                                                              |
| ----- | ----------------- |  | ----- | ------------------------------------------------ | ----------------------- | ------------------------------------------------------------------------------------------- |
| 1re   | Lionel Vuibert    |  | SE    | Non-inscrit                                      | Armelle Lequeux-Laménie | Conseiller départemental (Canton de Signy-l’Abbaye)                                         |
| 2e    | Pierre Cordier    |  | LR    | Droite républicaine (app.)                       | Isabelle Coquet         | Conseiller départemental (Canton de Charleville-Mézières-2)                                 |
| 3e    | Jean-Luc Warsmann |  | UDI   | Libertés, indépendants, outre-mer et territoires | Nicolas Villenet        | Conseiller régional Président de la commission Territoires du Conseil régional du Grand Est |

### Sénateurs
| Nom          |  | Parti | Groupe                                       | Autres mandats                                                |
| ------------ |  | ----- | -------------------------------------------- | ------------------------------------------------------------- |
| Else Joseph  |  | LR    | Les Républicains                             | Conseillère départementale (Canton de Charleville-Mézières-3) |
| Marc Laménie |  | HOR   | Les Indépendants – République et territoires | Conseiller municipal de Neuville-Day                          |

### Conseillers départementaux

Cantons et affiliations à l'issue des élections de 2021.

| Canton                 | Conseiller Sortant          | Parti | Parti | Conseiller élu           | Parti | Parti |
| ---------------------- | --------------------------- | ----- | ----- | ------------------------ | ----- | ----- |
| Attigny                | Dominique Arnould           |       | DVD   | Dominique Arnould        |       | DVD   |
| Attigny                | Noël Bourgeois              |       | LR    | Noël Bourgeois           |       | LR    |
| Bogny-sur-Meuse        | Élisabeth Bonillo-Deram     |       | PS    | Élisabeth Bonillo-Deram  |       | PS    |
| Bogny-sur-Meuse        | Érik Pilardeau              |       | LREM  | Kévin Gengoux            |       | DVG   |
| Carignan               | Sylvie Tordo                |       | LR    | Sylvie Tordo             |       | LR    |
| Carignan               | Marc Wathy                  |       | DVD   | Marc Wathy               |       | DVD   |
| Charleville-Mézières-1 | Michel Normand              |       | DVD   | Michel Normand           |       | DVD   |
| Charleville-Mézières-1 | Nathalie Robcis             |       | UDI   | Nathalie Robcis          |       | UDI   |
| Charleville-Mézières-2 | Pierre Cordier              |       | LR    | Pierre Cordier           |       | LR    |
| Charleville-Mézières-2 | Catherine Degembe           |       | LR    | Catherine Degembe        |       | LR    |
| Charleville-Mézières-3 | Robert Chauderlot           |       | DVD   | Robert Chauderlot        |       | DVD   |
| Charleville-Mézières-3 | Else Joseph                 |       | LR    | Else Joseph              |       | LR    |
| Charleville-Mézières-4 | Jean-François Leclet        |       | UDI   | Eddy Czarny              |       | DVG   |
| Charleville-Mézières-4 | Marie-José Moser            |       | UDI   | Marie-José Moser         |       | UDI   |
| Château-Porcien        | Renaud Averly               |       | LR    | Renaud Averly            |       | LR    |
| Château-Porcien        | Bérengère Poletti           |       | LR    | Ingrid Boucher           |       | DVD   |
| Givet                  | Isabelle Coquet             |       | LR    | Jean-Pol Devresse        |       | DVD   |
| Givet                  | Claude Wallendorff          |       | DVD   | Fabienne Goffette        |       | DVD   |
| Nouvion-sur-Meuse      | Brigitte Loizon             |       | DVG   | Brigitte Loizon          |       | DVG   |
| Nouvion-sur-Meuse      | Hugues Mahieu               |       | DVG   | Christophe Marot         |       | DVG   |
| Rethel                 | Joseph Afribo               |       | LR    | Michel Kociuba           |       | DVD   |
| Rethel                 | Michèle Larange-Lozano Rios |       | LR    | Stéphanie Simon          |       | DVD   |
| Revin                  | Dominique Ruelle            |       | PS    | Dominique Ruelle         |       | PS    |
| Revin                  | Benoît Sonnet               |       | PS    | Mathieu Sonnet           |       | DVG   |
| Rocroi                 | Noëlle Devie                |       | LR    | Brice Fauvarque          |       | LR    |
| Rocroi                 | Benoît Huré                 |       | LR    | Mélanie Stevenin         |       | DVD   |
| Sedan-1                | Jean Godard                 |       | LR    | Jean Godard              |       | LR    |
| Sedan-1                | Évelyne Welter              |       | UDI   | Inès Regnault de Montgon |       | LREM  |
| Sedan-2                | Anne Dumay                  |       | DVD   | Anne Dumay               |       | DVD   |
| Sedan-2                | Thierry Maljean             |       | LR    | Thierry Maljean          |       | LR    |
| Sedan-3                | Odile Berteloodt            |       | LR    | Odile Berteloodt         |       | LR    |
| Sedan-3                | André Drouard               |       | LR    | Alban Collinet           |       | DVD   |
| Signy-l'Abbaye         | Patrick Demorgny            |       | LR    | Mélanie Lesieur          |       | DVD   |
| Signy-l'Abbaye         | Françoise Jeannelle         |       | LR    | Lionel Vuibert           |       | DVD   |
| Villers-Semeuse        | Jérémy Dupuy                |       | PS    | Jérémy Dupuy             |       | PS    |
| Villers-Semeuse        | Dominique Nicolas-Viot      |       | DVG   | Cathy Ninin              |       | DVG   |
| Vouziers               | Yann Dugard                 |       | DVD   | Yann Dugard              |       | DVD   |
| Vouziers               | Anne Fraipont               |       | LR    | Anne Fraipont            |       | LR    |

### Conseillers régionaux
Présidence : Franck Leroy (Marne)
|            | Parti                    | Siège |
| ---------- | ------------------------ | ----- |
| Majorité   |                          |       |
|            | LR-UDI-LC-MR-URL-LMR     | 6     |
| Opposition |                          |       |
|            | RN-CNIP-DR-LDP-PL-LAF    | 1     |
|            | EÉLV-PS-PCF-CÉ-GÉ-MdP-ND | 1     |

Conseiller régionaux au 28 octobre 2024 :
| Groupe             | Groupe             | Parti | Parti               | Nom                                    | Fonction au sein Conseil régional                                               | Autres mandats                                                                            |
| ------------------ | ------------------ | ----- | ------------------- | -------------------------------------- | ------------------------------------------------------------------------------- | ----------------------------------------------------------------------------------------- |
|                    | Les Écologistes    |       | LÉ                  | Christophe Dumont                      | Conseiller régional                                                             | Conseiller municipal de Charleville-Mézières Conseiller communautaire d'Ardenne Métropole |
|                    | Majorité régionale |       | UDI                 | Pascale Gaillot                        | Présidente de la commission Environnement                                       |                                                                                           |
|                    | Majorité régionale | DVD   | Bertrand Grandhomme | Conseiller régional                    |                                                                                 |                                                                                           |
|                    | Majorité régionale | LR    | Guillaume Maréchal  | 15e Vice-président "Jeunesse et Sport" | Conseiller municipal de Charleville-Mézières Vice-président d'Ardenne Métropole |                                                                                           |
|                    | Non-inscrit        |       | CNIP                | Bruno North                            | Conseiller régional                                                             | Président du CNIP                                                                         |
|                    | Majorité régionale |       | DVD                 | Virginie Rodriges de Oliveira          | Conseillère régionale                                                           |                                                                                           |
| Patricia Schneider | Majorité régionale |       | DVD                 |                                        | Conseillère régionale                                                           |                                                                                           |
|                    | Majorité régionale | UDI   | Jean-Luc Warsmann   | Président de la commission Territoires | Député de la 3e des Ardennes                                                    |                                                                                           |

### Maires

Carte des 449 communes des Ardennes au 1er janvier 2022.

| Commune              | Maire             |  | Parti | Élection | Population |
| -------------------- | ----------------- |  | ----- | -------- | ---------- |
| Bogny-sur-Meuse      | Kevin Gengoux     |  | DVG   | 2020     | 4 947      |
| Charleville-Mézières | Boris Ravignon    |  | DVD   | 2014     | 45 634     |
| Givet                | Robert Itucci     |  | DVD   | 2020     | 6 356      |
| Nouzonville          | Florian Lecoultre |  | DVG   | 2014     | 5 548      |
| Rethel               | Joseph Afribo     |  | DVD   | 2020     | 7 435      |
| Revin                | Daniel Durbecq    |  | DVD   | 2014     | 5 795      |
| Sedan                | Didier Herbillon  |  | DVG   | 2008     | 16 727     |
| Villers-Semeuse      | Jérémy Dupuy      |  | DVG   | 2014     | 3 628      |
| Vouziers             | Yann Dugard       |  | DVD   | 2014     | 3 862      |
| Vrigne aux Bois      | Patrick Dutertre  |  | DVG   | 2017     | 3 524      |

## Élections
| Années | Élections                 | Résultats dans les Ardennes       |
| ------ | ------------------------- | --------------------------------- |
| 1876   | Élections législatives    | Élections législatives 1876       |
| 1898   | Élections législatives    | Élections législatives 1898       |
| 1951   | Élections législatives    | Élections législatives 1951       |
| 1981   | Élections législatives    | Élections législatives 1981       |
| 1992   | Élections cantonales      | Élections cantonales de 1992      |
| 2004   | Élections cantonales      | Élections cantonales de 2004      |
| 2005   | Référendum                | Référendum du 29 mai 2005         |
| 2007   | Élection présidentielle   | Élection présidentielle 2007      |
| 2007   | Élections législatives    | Élections législatives 2007       |
| 2008   | Élections sénatoriales    | Élections sénatoriales de 2008    |
| 2008   | Élection municipale       | Élections municipales 2008        |
| 2011   | Élections cantonales      | Élections cantonales de 2011      |
| 2012   | Élection présidentielle   | Élection présidentielle 2012      |
| 2012   | Élections législatives    | Élections législatives 2012       |
| 2014   | Élections sénatoriales    | Élections sénatoriales de 2014    |
| 2014   | Élection municipale       | Élections municipales 2014        |
| 2015   | Élections départementales | Élections départementales de 2015 |
| 2015   | Élections régionales      | Élections régionales de 2015      |
| 2017   | Élection présidentielle   | Élection présidentielle 2017      |
| 2017   | Élections législatives    | Élections législatives 2017       |
| 2020   | Élections sénatoriales    | Élections sénatoriales de 2020    |
| 2020   | Élection municipale       | Élections municipales 2020        |
| 2021   | Élections départementales | Élections départementales de 2021 |
| 2021   | Élections régionales      | Élections régionales de 2021      |
| 2022   | Élection présidentielle   | Élection présidentielle 2022      |
| 2022   | Élections législatives    | Élections législatives 2022       |